# Osunillas
Osunillas es una localidadl municipio de Mijas, en la provincia de Málaga. Está situada en la ladera sur de la sierra de Mijas, al este del núcleo de Mijas Pueblo, sobre carretera de Benalmádena, la A-368.
La localidad está formada por un pequeño núcleo rural y varias urbanizaciones de viviendas unifamiliares dispersas desarrolladas en los alrededores a raíz del desarrollo del turismo residencial en la zona y que se articulan alrededor de la mencionada carretera. Según datos del INE de 2012, cuenta con una población de 3.101 habitantes.

## Transporte
Las líneas de autobuses interurbanos del Consorcio de Transporte Metropolitano del Área de Málaga son las siguientes:
| Línea | Trayecto                       | Recorrido y horarios | Plano |
| ----- | ------------------------------ | -------------------- | ----- |
| M-112 | Málaga-Mijas                   | Recorrido y horarios | Plano |
| M-121 | Torremolinos-Benalmádena-Mijas | Recorrido y horarios | Plano |